# 117381 Lindaweiland
Lindaweiland (asteroide 117381) é um asteroide da cintura principal, a 2,7579328 UA. Possui uma excentricidade de 0,0348323 e um período orbital de 1 764,25 dias (4,83 anos).
Lindaweiland tem uma velocidade orbital média de 17,61985296 km/s e uma inclinação de 3,21787º.
Este asteróide foi descoberto em 18 de Dezembro de 2004 por David Healy.